# Sekretariat Organizacji Narodów Zjednoczonych
Sekretariat Organizacji Narodów Zjednoczonych (ang. United Nations Secretariat) – organ administrujący i koordynujący pracę Organizacji Narodów Zjednoczonych (ONZ), z siedzibą w Nowym Jorku. Sekretariatem kieruje sekretarz generalny Organizacji Narodów Zjednoczonych.
Instytucję Sekretariatu wprowadziła Karta Narodów Zjednoczonych (1945), w art. 7 oraz rozdziale XV (art. 97–101). Do zadań Sekretariatu obok bieżącego nadzoru prac zaliczono także sygnalizowanie Radzie Bezpieczeństwa Organizacji Narodów Zjednoczonych zagrożeń dla świata i pokoju.
Art. 102 nakazuje rejestrować w Sekretariacie wszystkie umowy międzynarodowe.
W latach 60. XX w. na wniosek ZSRR oraz państw Trzeciego Świata przeprowadzono reorganizację Sekretariatu w celu wprowadzenia zasady reprezentacji geograficznej. Obowiązuje także zasada niezależności personelu od instrukcji rządów narodowych.
Sekretariat zatrudnia około 15 tysięcy pracowników.